# 波伊茨-耶格综合征
波伊茨-耶格综合征（Peutz–Jeghers syndrome，PJS）又译珀茨－傑格斯症候群，意译为色素沉着-息肉综合征、黑斑息肉综合征、黑斑息肉病（pigment spot polyposis），是一种家族性黏膜皮肤色素沉着并胃肠道息肉病，属常染色体显性遗传疾病；主要表现为面部、口唇周围皮肤和颊黏膜的色素沉着，以及胃肠道多发性错构瘤性息肉；内镜下可见大小及形态不一的息肉，小肠最多见，结肠次之:857，每25,000至300,000人中大概有1人发病。

## 历史
波伊茨-耶格综合征最早于1921年由荷兰内科医生Johannes Laurentius Augustinus Peutz完整描述并报告。1944年，美国医生Harold Joseph Jeghers对疾病进行更系统的分析，他在1949年出版了一本介绍此病的专著，之后人们常把此病称为杰格斯综合征或杰格斯－珀茨综合征。虽然谦逊的珀茨并不希望用自己的名字来命名此病，但一年后，他的一名研究生Van Wijk发表了一个此病的专题，并建立其导师在此病的先驱地位，此后，黑斑息肉综合征正式被命名为波伊茨-耶格综合征。

## 病因
波伊茨-耶格综合征是常染色体显性遗传性疾病。1998年，有研究确定19号染色体短臂的STK11（或称LKBl）基因发生突变和此症狀密切相关 。波伊茨-耶格综合征是常染色体显性遗传病，意味着一个伴侣没有得波伊茨-耶格综合征的PJS患者有50%的概率将疾病遗传给自己的孩子。

## 临床表现和自然史
波伊茨-耶格综合征最具特征的临床表现是：
- 皮肤色素沉着：波伊茨-耶格综合征典型的皮肤病变是在唇和口腔内有色素沉着，呈点状分布，主要围绕着嘴、眼、鼻生长，也可以出现在肛周部位或手指、脚趾的掌侧。色素沉着婴儿期即可出现，随着年龄的增长，部分色素沉着可褪去，但口腔粘膜的色素沉着持续存在[8]。

- 胃肠道息肉：约50%的病人在20岁以前出现症状，主要表现为腹痛、反复发作的肠套叠和胃肠道出血。波伊茨-耶格综合征引起的胃肠道息肉最常见于小肠，尤其是空肠上段，回肠和结肠也比较常见，胃相对少见。这通常也是促使波伊茨-耶格综合征病人就诊的首发症状。

波伊茨-耶格综合征的自然史：婴儿期可出现色素沉着，而在6-18岁之间可首次发生肠套叠。随着患者年龄的增长，发生恶性肿瘤的可能性逐渐增加。出现恶性肿瘤最常见部位依次为胃肠，胃食道，小肠，结直肠和胰腺，在30岁，40岁，50岁和60岁发生这些癌肿的风险分别为1%，9%，15%和33%。女性患者乳腺癌的风险增加，40岁，60岁发生乳癌的风险分别为8%，31%，此外，女性患者还可发生生殖系统肿瘤；男性患者则可合并发生睾丸支持细胞瘤。

## 诊断
波伊茨-耶格综合征的主要诊断标准是：有家族史；皮肤色素沉着；胃肠道多发错构瘤性息肉。符合任意两点即可诊断为波伊茨-耶格综合征。被诊断为波伊茨-耶格综合征的患者应该进行基因检查加以确认。

## 治疗
波伊茨-耶格综合征治疗的主要目的是：处理胃肠道息肉发生的并发症、并发恶性肿瘤；摘除小息肉；防止息肉增大或恶变。
单纯的息肉可以通过内镜治疗进行摘除，常规的内镜治疗有纤维结肠镜、胃镜等，近几年双气囊电子小肠镜的使用率逐渐增加。对不能在内镜下处理的息肉或已经发生肠梗阻、肠套叠、肠出血、癌变等并发症者应进行手术治疗。

## 随访
波伊茨-耶格综合征的患者本人和家族成员，都应该进行积极的随访，以发现家族中新出现的患者，达到早诊断、早治疗、及早发现并处理胃肠道或其他部位恶性肿瘤的目的。随访需制定一个完整的方案，除一般的常规检查外，还需包括胃镜和肠镜检查，女性患者应包括乳腺检查，宫颈涂片和腹部B超检查等。